# Phoberomys
Phoberomys és un gènere de rosegador prehistòric que visqué durant el Miocè i el Pliocè a Sud-amèrica. Aquests parents del pacaranà actual podien assolir la mida d'un bisó i un pes de 700 kg.

## Taxonomia
- P. bordasi Patterson, 1942
- P. burmeisteri (Ameghino, 1886)
- P. insolita (Kraglievich, 1926)
- P. lozanoi (Kraglievich, 1940)
- P. pattersoni Mones, 1980
- P. praecursor Kraglievich, 1932